# Salviati (preußisches Adelsgeschlecht)

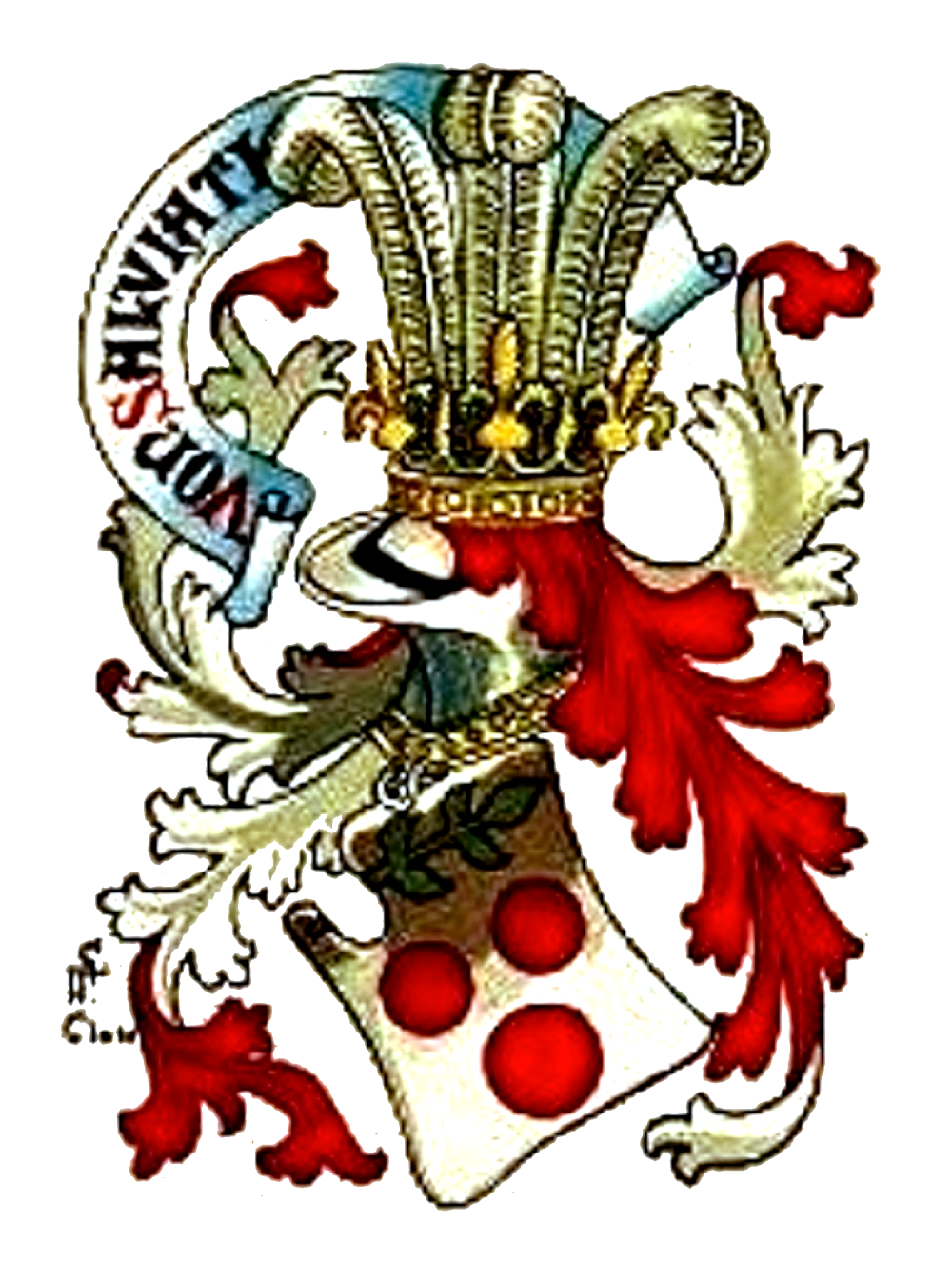
Stammwappen derer von Salviati

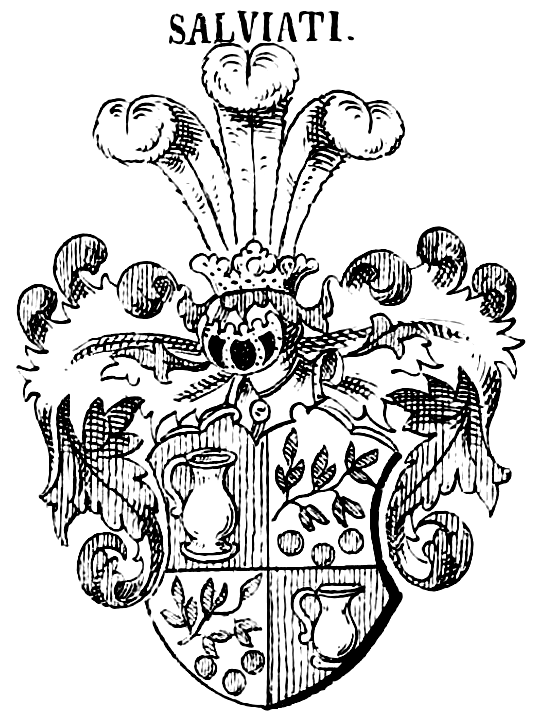
Wappen derer von Salviati von 1830

Salviati ist ein um 1740 in Preußen eingewandertes italienisches Geschlecht, das 1830 geadelt wurde. Eine Verbindung zu dem bedeutenden florentinischen Geschlecht der Salviati anderen Wappens ist nicht nachgewiesen.

## Geschichte
Angelo Maria Salviati (* 1717; † 25. Februar 1782) wanderte um 1740 in Preußen ein. Dessen Enkel wurden am 12. September 1830 in den Preußischen Adelsstand aufgenommen. Es waren die Brüder Peter Heinrich August von Salviati und Wilhelm von Salviati. Heinrich von Salviati (* 26. März 1786; † 14. Februar 1856) war Geheimer Legationsrat und Geschäftsträger in Stuttgart. Sein Sohn Carl (Karl) von Salviati († 1878) wurde Jurist und ein führender Agrajournalist und Herausgeber. Wilhelm von Salviati (* 22. Februar 1794; †  21. Februar 1869) war wiederum preußischer Oberstleutnant in Berlin. Seine Nachfahren bildeten genealogisch die zweite Familienlinie und verwalteten einhundert Jahre das Rittergut Trebus bei Fürstenwalde.
Alexander von Salviati (1827–1881) aus der ersten Familienlinie war preußischer Generalleutnant. 1869 wurde er Chef des Generalstabes des VI. Armee-Korps in Breslau, mit dem er 1870/71 am Krieg gegen Frankreich teilnahm. Zuletzt, seit 1878, war er Kommandeur der 27. Division (2. Königlich Württembergische). Der gleichnamige Sohn Alexander jun. von Salviati (1865–1922) wurde Kammerherr und Hofmarschall in Württemberg. Sein Sohn Hans-Victor von Salviati (1897–1945), Sturmbannführer, war hauptamtlicher Führer im Stab des SS-Hauptamtes und Leiter der Remonteanstalt. Seit 1941 war er Adjutant des Generalfeldmarschalls Gerd von Rundstedt. Salviati wurde am 22. April 1945 wegen seiner Beteiligung am Aufstand vom 20. Juli 1944 von den Nationalsozialisten hingerichtet. Seine Schwester, Dorothea von Salviati, (1907–1972) war mit Wilhelm von Preußen (1906–1940) verheiratet, dem ältesten Sohn des kaiserlich deutschen und königlich preußischen Kronprinzen Wilhelm.

## Wappen
Das Wappen von 1830 ist geviert, 1 und 3 in Rot eine antike römische silberne Urne mit einem Henkel, der von zwei gewundenen Schlangen gebildet wird, 2 und 3 in Silber ein schräg links liegender grüner Salbeizweig über drei roten Kugeln (Stammwappen). Auf dem Helm mit rechts rot und silbernen, links grün und silbernen Decken drei silberne Straußenfedern.